# Nishitōkyō

Nishitōkyō (西東京市 Nishitōkyō-shi?) este un municipiu din Japonia, zona metropolitană Tokyo.